# Уамантика, Эмилиано
Эмилиано Уамантика Салинас (исп. Emiliano Huamantica Salinas, 29 мая 1914 — 6 января 1964) — перуанский коммунист, видный профсоюзный деятель, член ЦК Перуанской коммунистической партии; по происхождению из народа кечуа. Погиб в автокатастрофе.